# FINA Water Polo World Cup 1989 (maschile)
La 6ª edizione della Coppa del Mondo maschile di pallanuoto, organizzata dalla FINA, si è svolta nell'allora Berlino Ovest, dall'11 al 16 luglio 1989.
Hanno partecipato alla rassegna le prime otto classificate del torneo olimpico di Seul 1988. La competizione si è svolta in due fasi, una a gironi ed una ad eliminazione diretta.

## Squadre partecipanti
- Australia
- Germania Ovest
- Italia
- Jugoslavia
- Spagna
- Stati Uniti
- Ungheria
- Unione Sovietica

## Turno preliminare

### Gruppo A
|    | Squadra          | Pti | G | V | N | P | GF | GS | Diff |  | Jugoslavia (bandiera) | Spagna (bandiera) | Unione Sovietica (bandiera) | Australia (bandiera) |
| -- | ---------------- | --- | - | - | - | - | -- | -- | ---- |  | --------------------- | ----------------- | --------------------------- | -------------------- |
| 1. | Jugoslavia       | 5   | 3 | 2 | 1 | 0 | 32 | 22 | +10  |  | X                     | 10-8              | 7-7                         | 15-7                 |
| 2. | Spagna           | 4   | 3 | 2 | 0 | 1 | 28 | 22 | +6   |  | 8-10                  | X                 | 10-9                        | 10-3                 |
| 3. | Unione Sovietica | 3   | 3 | 1 | 1 | 1 | 28 | 23 | +5   |  | 7-7                   | 9-10              | X                           | 12-6                 |
| 4. | Australia        | 0   | 3 | 0 | 0 | 3 | 16 | 37 | -21  |  | 7-15                  | 3-10              | 6-12                        | X                    |

### Gruppo B
|    | Squadra        | Pti | G | V | N | P | GF | GS | Diff |  | Ungheria (bandiera) | Italia (bandiera) | Stati Uniti (bandiera) | Germania Ovest (bandiera) |
| -- | -------------- | --- | - | - | - | - | -- | -- | ---- |  | ------------------- | ----------------- | ---------------------- | ------------------------- |
| 1. | Ungheria       | 4   | 3 | 2 | 0 | 1 | 25 | 21 | +4   |  | X                   | 6-7               | 10-8                   | 9-6                       |
| 2. | Italia         | 4   | 3 | 2 | 0 | 1 | 27 | 26 | +1   |  | 7-6                 | X                 | 7-8                    | 13-12                     |
| 3. | Stati Uniti    | 2   | 3 | 1 | 0 | 2 | 22 | 24 | -2   |  | 8-10                | 8-7               | X                      | 6-7                       |
| 4. | Germania Ovest | 2   | 3 | 1 | 0 | 2 | 25 | 28 | -3   |  | 6-9                 | 12-13             | 7-6                    | X                         |

## Fase finale

### Semifinali
| 15 luglio 1989 | Jugoslavia | 8 – 7 | Ungheria |  |

| 15 luglio 1989 | Italia | 12 – 10 | Spagna |  |

#### 5º - 8º posto
| 15 luglio 1989 | Unione Sovietica | 8 – 5 | Stati Uniti |  |

| 15 luglio 1989 | Germania Ovest | 12 – 10 | Australia |  |

### Finali

#### 7º posto
| 16 luglio 1989 | Stati Uniti | 8 – 9 | Australia |  |

#### 5º posto
| 16 luglio 1989 | Unione Sovietica | 8 – 10 | Germania Ovest |  |

#### 3º posto
| 16 luglio 1989 | Ungheria | 8 – 7 | Spagna |  |

#### 1º posto
| 16 luglio 1989 | Jugoslavia | 10 – 6 | Italia |  |

## Classifica finale
| Pos. | Squadra          |
| ---- | ---------------- |
|      | Jugoslavia       |
|      | Italia           |
|      | Ungheria         |
| 4    | Spagna           |
| 5    | Germania Ovest   |
| 6    | Unione Sovietica |
| 7    | Australia        |
| 8    | Stati Uniti      |

## Fonti
- (EN) Todor66.com - Sport Statistics Archive, su todor66.com.